# 博克斯福德罗马镶嵌画
博克斯福德罗马镶嵌画（英語：Boxford Roman mosaic），2017年在英国英格兰西伯克郡博克斯福德村发现的一幅古罗马时期的马赛克镶嵌画。 
古罗马、古希腊建筑艺术专家安东尼·比森（Anthony Beeson）和考古學家马特·尼可（Matt Nichol）等人表示该画是世界上仅有的三幅同类作品之一。

## 争议
在官方公布的一张文物照片中出现带有简体中文“吉姆在这里”字样的石刻，引发争议。